# 廸生創建

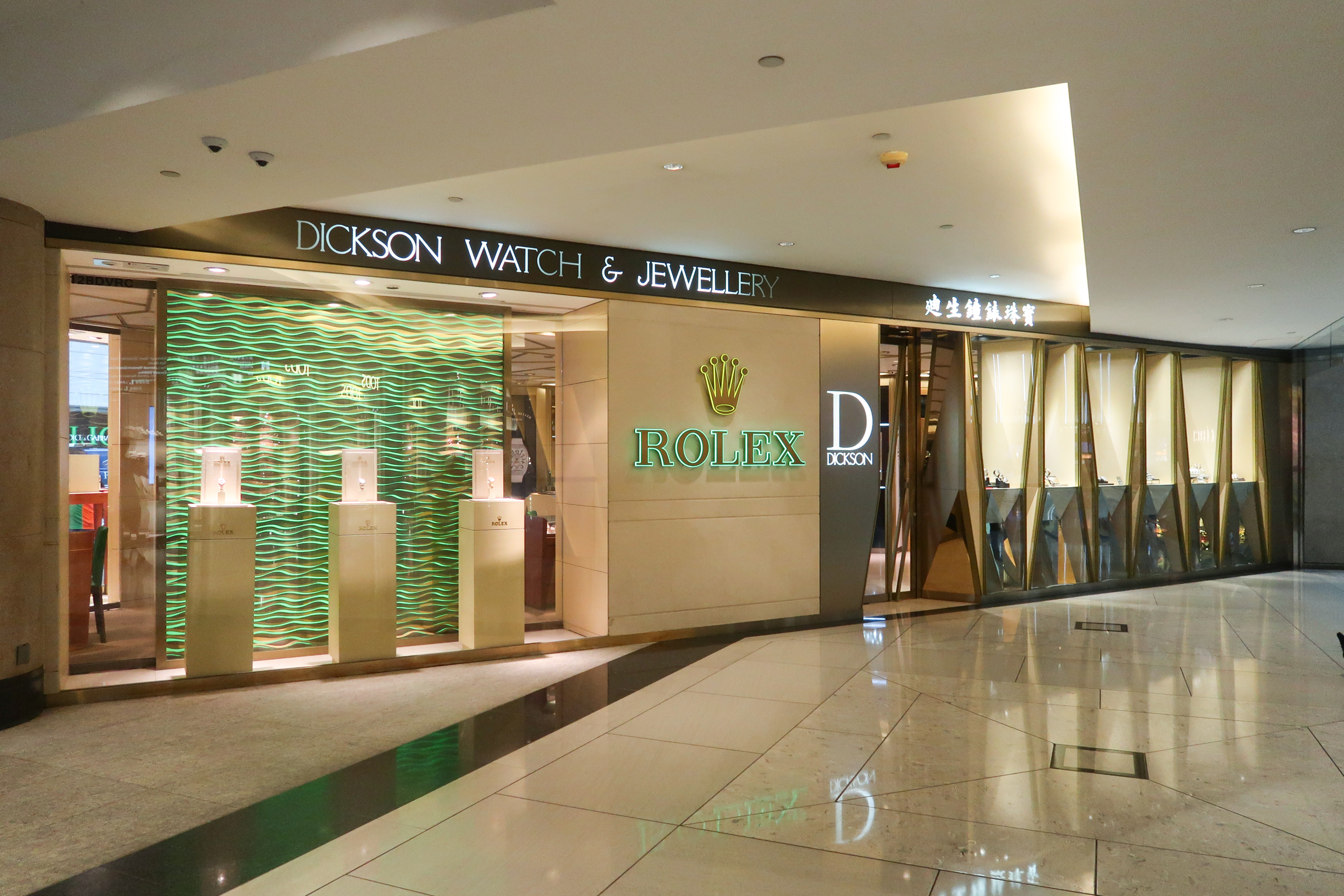
中環置地廣場廸生鐘錶珠寶店

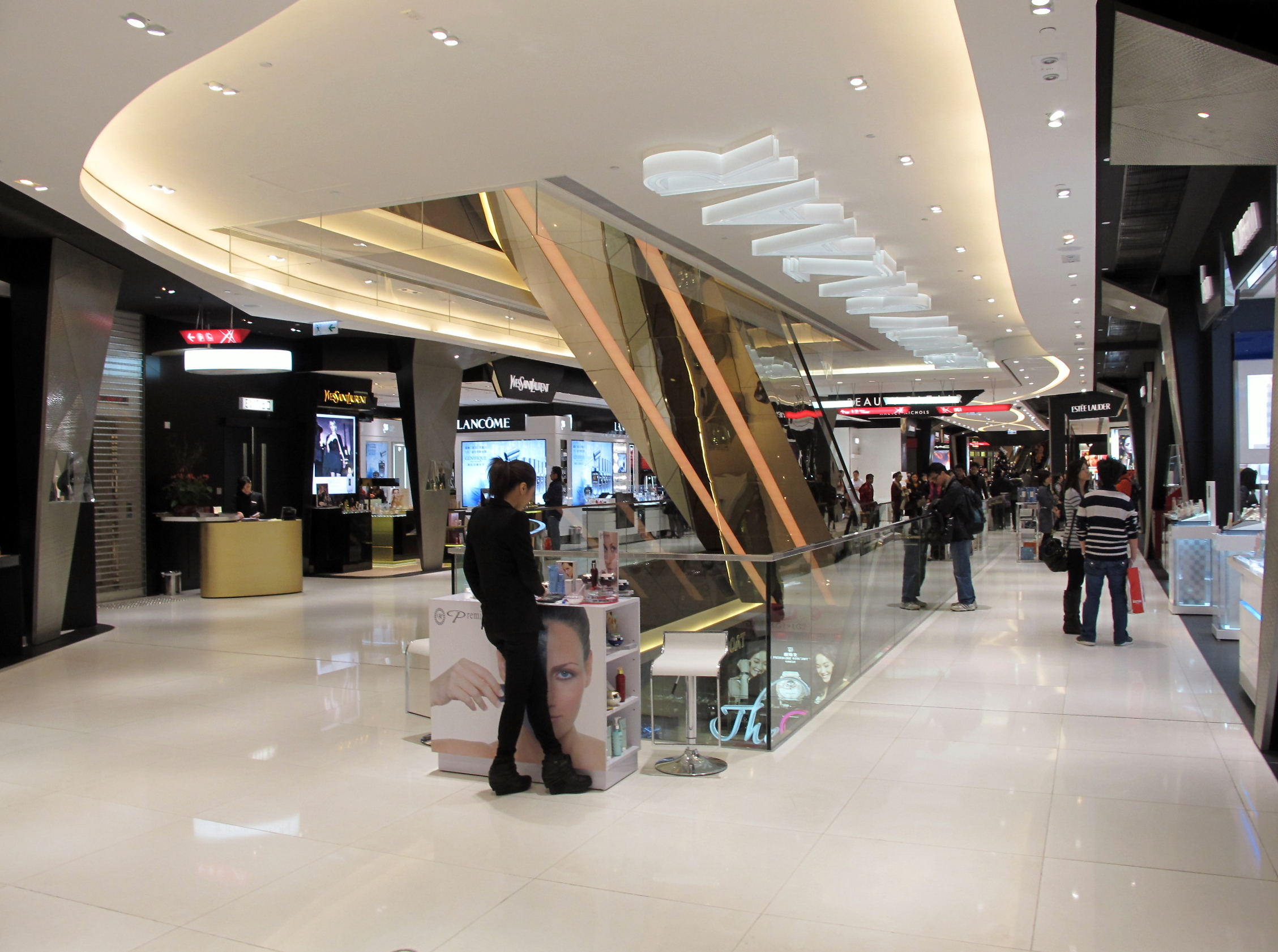
九龍尖沙咀The ONE的Beauty Bazaar

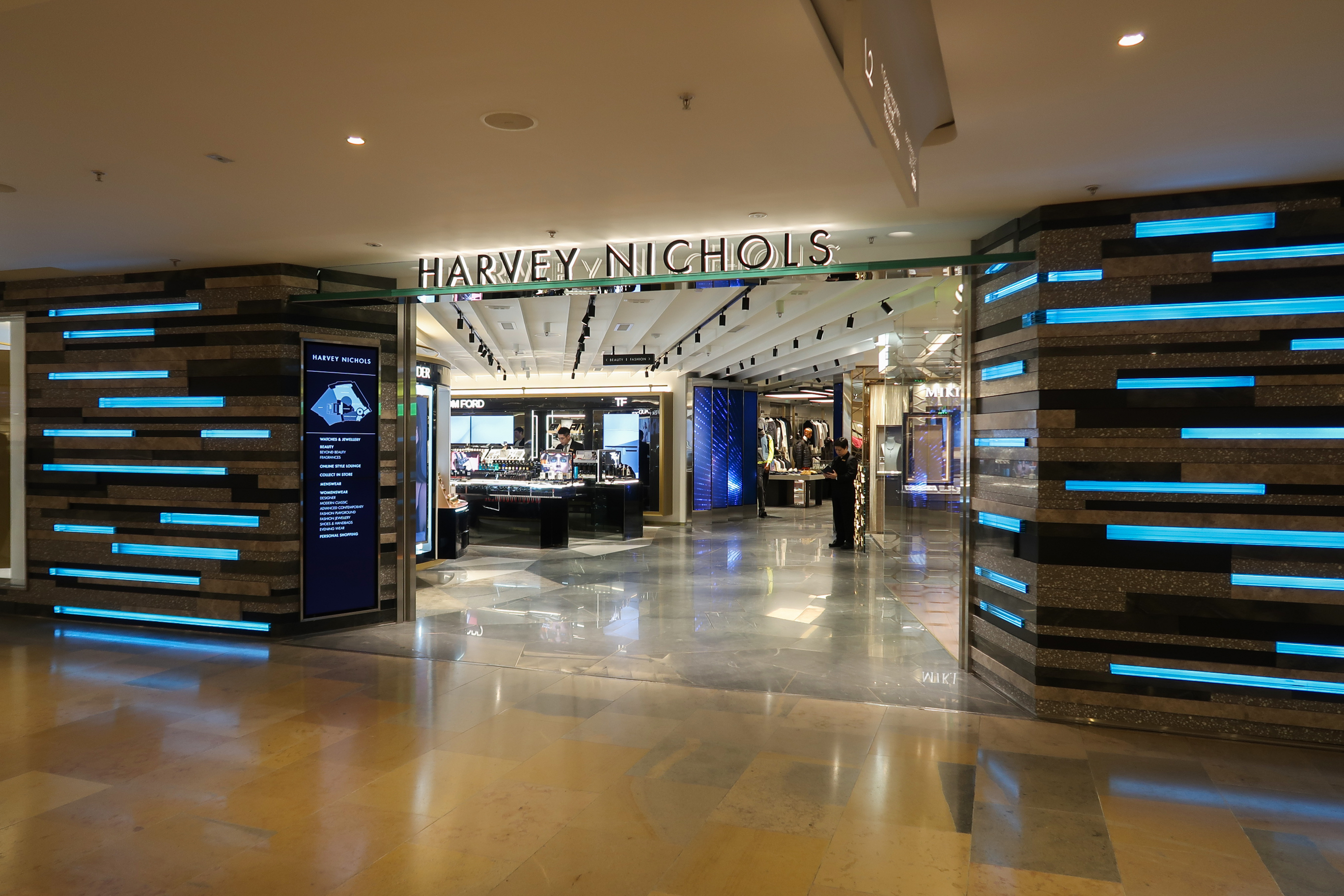
金鐘太古廣場Harvey Nichols

廸生創建（國際）有限公司，Dickson Concepts，（港交所：0113），為香港上市公司，於1980年成立，公司主席潘廸生，生意為零售成衣、手錶、眼鏡、珠寶等。前身為順福企業有限公司，簡稱順福企業（英語：SHUN FOOK ENTERPRISES COMPANY LIMITED，港交所除牌時0113.HK），在1970年由多名商人創立一家當時經營在香港房地產業務。
直至1985年尾，潘迪生把旗下名牌批發及零售業務，也就是把當時業務轉為現時零售業務，最後在1986年1月14日，轉為現時迪生創建有限公司，直至在1992年2月18日，被1991年成立的廸生創建(國際)有限公司取代。到2018年12月，其24歲兒子潘冠達加入董事局擔任執行董事。
公司註冊地點在百慕達，寫字樓位於九龍尖東加連威老道東海商業中心。

## 零售業務
集團現時之零售網絡合共248間店鋪，分佈於香港、中國大陸、台灣、新加坡、馬來西亞和菲律賓等地。香港業務佔銷售額佔65%、台灣佔18%、中國佔8%，而其他東南亞地區則佔9%。1987年，迪生創建收購法國都彭公司。2018年3月，迪生創建公布與英國百貨公司Harvey Nichols建立策略夥伴關係，同年12月，宣佈斥資2.5億元，將金鐘太古廣場Harvey Nichols翻新為新零售模式商店，並額外投資10億元發展科技及開拓海外業務。

## 品牌
- Beauty Bazaar/ Beauty Aveune
- 都彭
- Harvey Nichols
- 香港茂昌眼鏡
- 蕭邦錶
- Tommy Hilfiger
- 廸生鐘錶珠寶

## 已結束代理品牌
- 德寶電影公司（於1984年創立，後由潘廸生收購，1992年結業）
- 廸生數碼世界（於2000年9月開業，2004年結束）
- American Eagle Outfitters（AEO）於香港、澳門、中國及亞洲部份地區的代理權（2013年5月31日結束）
- Polo Ralph Lauren（2009年結束）
- Tommy Hilfiger於中國區品牌代理權（2010年結束）
- 西武百貨（1993年日本西武把股權出售予香港商人潘廸生的廸生創建，最後一間西武旺角店於2013年9月17日結業）
- Brooks Brothers（於2015年底交還該品牌在中、港、澳地區的特許經營協議，不再續約）

## 外部連結
- 廸生創建(國際)有限公司官方網址 （页面存档备份，存于）
- 雅虎香港 - 廸生創建(國際)有限公司